# Craignethan Castle

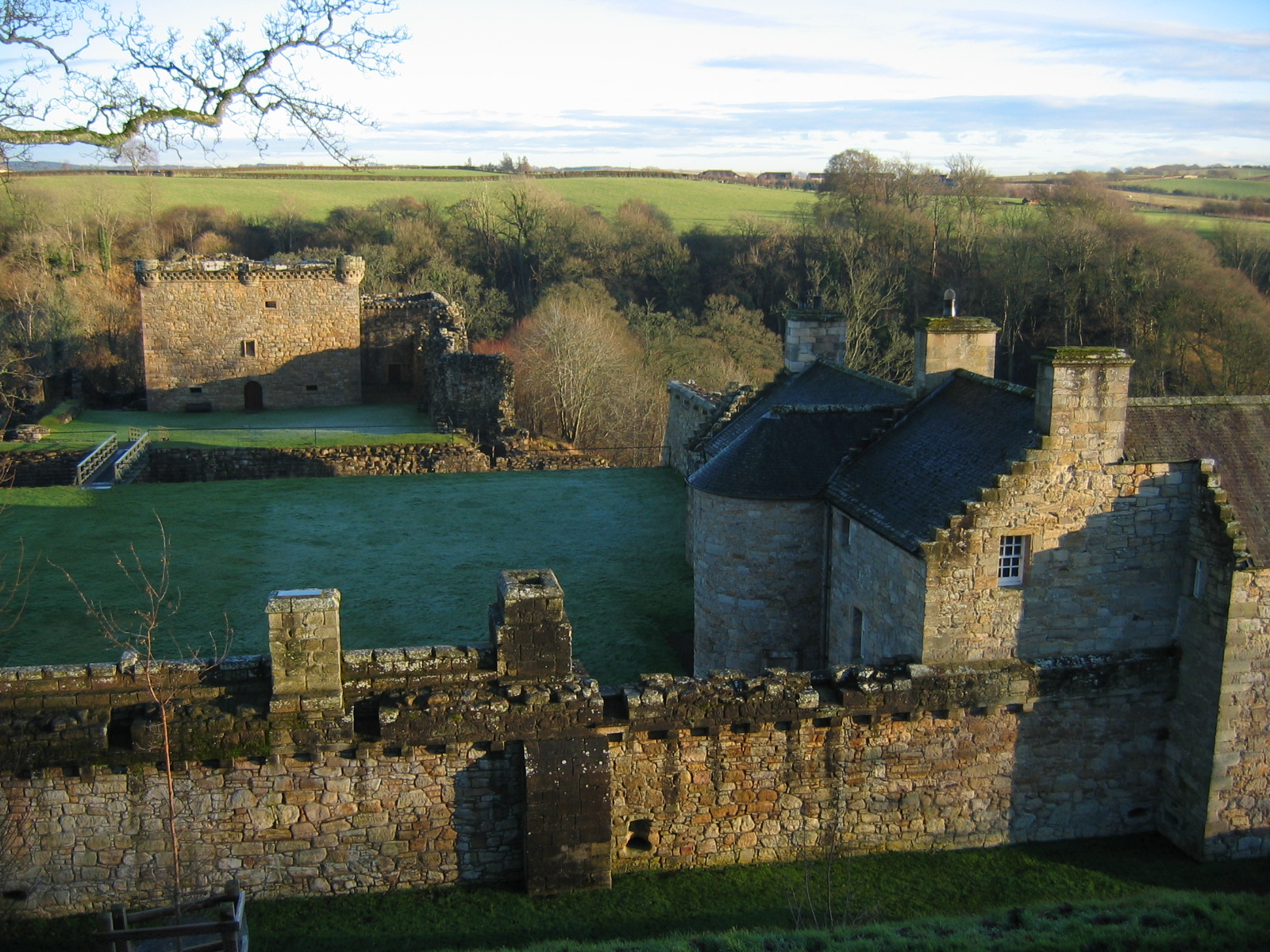
Craignethan Castle von Westen

Craignethan Castle ist eine Burgruine über dem Nethan, einem Nebenfluss des Clyde in der schottischen Council Area South Lanarkshire. Die Ruine liegt etwa drei Kilometer westlich des Dorfes Crossford und rund sieben Kilometer nordwestlich von Lanark. Craignethan Castle wurde in der ersten Hälfte des 16. Jahrhunderts errichtet und gilt als exzellentes, frühes Beispiel für ein kultiviertes Artilleriefort, auch wenn seine Verteidigungsanlagen sich nie voll bewähren mussten.
Die Anlage ist als Scheduled Monument geschützt.

## Geschichte
Die Baronie Draffane, in der Craignethan Castle lag, gehörte den Black Douglases, bis diese 1455 geächtet wurden. Die Ländereien wurden der Familie Hamilton verlehnt und 1530 vermachte James Hamilton, 1. Earl of Arran, sie seinem unehelichen Sohn James Hamilton of Finnart.
James Hamilton of Finnart war durch Europa gereist und ein vollendeter Architekt und Militäringenieur geworden. Er wurde zum Kings Master of Works ernannt und war verantwortlich für den Bau der Verteidigungseinrichtungen von Blackness Castle und für die Renaissancefassaden von Linlithgow Palace. Bei Craignethan Castle wollte er sein Talent im Bau von Wohnhäusern und Militäranlagen zeigen.
Trotz der früheren Gunst des Königs wurde Hamilton 1540 wegen Hochverrats hingerichtet, und seine Besitzungen hatte er an die Krone verwirkt. Die Familie Hamilton erlangte in Gestalt von James Hamilton, 2. Earl of Arran, Craignethan Castle zwei Jahre später zurück. Der Earl of Arran wurde nach Maria Stuarts Heirat mit dem französischen Dauphin zum Duc de Châtellerault ernannt und diente als Regent, solange Maria Stuart minderjährig war. Später wandte er sich aber gegen Maria Stuarts zweite Heirat mit Henry Stuart, Lord Darnley, und wurde gezwungen, seine beiden Burgen Craignethan Castle und Cadzow Castle aufzugeben.
Die Lage wendete sich erneut, als Maria Stuart abdankte und der Earl of Arran ihr bei der Flucht aus Loch Leven Castle half. Er erhielt seine Burgen zurück. Der Sohn des Earl of Arran, Lord Claud Hamilton, soll Maria Stuart auf Craignethan Castle in der Nacht von der Schlacht von Langside 1568 zu Gast gehabt haben. Die Schlacht, in der die Hamiltons gegen die Streitkräfte von Regent Moray kämpften, endete mit einer Niederlage und Maria Stuart musste nach England fliehen. Die Hamiltons mussten die Burgen Cadzow und Craignethan erneut aufgeben; Regent Moray kam am 15. Mai 1568 persönlich nach Craignethan Castle, um die Schlüssel in Empfang zu nehmen. Lord Claud Hamilton versuchte im Oktober, die Burg mit Gewalt zurückzubekommen, und sein Bruder John begann im November, Regent Morays Soldaten auszuhungern.
Der Streit zwischen den Hamiltons und den Gegnern von Maria Stuart setzte sich fort. 1570 wurde Regent Moray auf Linlithgow Castle von James Hamilton of Bothwellhaugh erschossen. Nach dem Einzug der englischen Truppen, die beim Marianischen Bürgerkrieg halfen, in Glasgow im Mai 1570 zogen sich die Hamiltons nach Craignethan Castle zurück und der Earl of Sussex wurde über die Defizite an den Verteidigungsanlagen von Craignethan Castle informiert:

„Draffin [ist] ein befestigtes Haus des Dukes, das aber in einem Loch liegt, sodass es von allen Seiten beherrscht werden kann, und es hat keine Waffen“

Im selben Monat wurde Lord Sempill, jetzt ein Mann des Königs, gefangen genommen und in der Burg eingesperrt.
Zwischen den Parteien des Königs und der Königin wurde 1573 ein Vertrag unterzeichnet, aber 1579 wurden die Hamiltons für vogelfrei erklärt und Lord Claud Hamilton musste nach Frankreich fliehen. Truppen wurden ausgehoben, um Craignethan Castle und Cadzow Castle einzunehmen, und beide Burgen ergaben sich den Regierungstruppen im Mai 1579. Claud Hamiltons älterer Bruder, der 3. Earl of Arran, der seit 1575 in Craignethan Castle eingeschlossen war, ihr jüngerer Bruder David und die Mutter der drei wurden gefangen genommen und zum Linlithgow Palace verbracht. Sechs Soldaten der Familie Hamilton, die die Festungen der Hamiltons verteidigt hatten, wurde in Stirling der Standgerichtsprozess wegen des Mordes an Regent Moray gemacht.
Mit königlicher Erlaubnis wurde Craignethan Castle von James Hamilton of Libertoun geschleift; dies beinhaltete die Zerstörung des Nordwestturms, der massiven Westmauer und der “inneren Barbakane”, die in den Burggraben geworfen wurde. Dies hinterließ die Burg fast ohne Verteidigungsanlagen.
Craignethan Castle fiel an die Hamiltons zurück, wurde aber von Duchess Anne Hamilton 1659 verkauft. Der neue Eigentümer, Andrew Hay, ein Konvenanter-Herr, ließ ein zweistöckiges Haus in der Südwestecke des äußeren Burghofes errichten. 1730 wurde Craignethan Castle an Archibald Douglas, 1. Duke of Douglas, verkauft. Das Anwesen fiel an seine vermutlichen Nachfahren, die Earls of Home, und der 12. Earl ließ Ende des 19. Jahrhunderts die Ruinen abstützen. Der 14. Earl überschrieb das Anwesen 1949 an den Staat; heute ist es ein Scheduled Monument und wird von Historic Scotland verwaltet.

## Architektur
Craignethan Castle wurde in imposanter Lage über einer Flussschleife des Nethan errichtet. Steile Hänge schützen die Burg im Süden, Norden und Osten, im Westen wird es von einem Hügel überragt, was es sehr viel verwundbarer macht, als es scheint. Die Verteidigungsanlagen von Craignethan konzentrieren sich daher im Westen. Die Burg hat einen niedrigen Donjon in der Mitte in einem rechteckig eingefriedeten Burghof. Im Westen liegt ein tiefer Graben, außerhalb ein größerer, äußerer Burghof. McIvor schreibt, dass „Craignethan Castle die letzte private Burg von hoher Verteidigungsfähigkeit war, die neu in Schottland errichtet wurde“, und vergleicht sie mit zeitgenössischen Umbauten, die in Blackness Castle oder Tantallon Castle durchgeführt wurden.

### Donjon
Der rechteckige Donjon bedeckt eine Grundfläche von 21 × 16 Metern und hatte ursprünglich zwei Vollgeschosse und ein Dachgeschoss. Dachgeschoss und Dach sind heute verloren, aber die Mauern stehen vollständig bis hinauf zu den dekorativen Konsolen, die den Brüstungsumgang stützten. Runde Scharwachtürme sitzen auf jeder der Ecken und Maschikulis schützen den Eingang. Innen weicht der Donjon von der üblichen Aufteilung eines Wohnturms in mehreren Punkten ab. Der Eingang führt zu einer großen Treppenlobby auf dem Stockwerk des Rittersaals, der sich sonst im 1. Obergeschoss befand. Unterhalb liegen unterirdische Gewölbekeller mit vier Räumen, einem Gefängnis und einem Brunnen. Man gelangte entweder von der Lobby oder direkt von der Küche dorthin.
Den Donjon teilt innen eine Mauer von Westen nach Osten. Südlich der Mauer liegt im Erdgeschoss der Rittersaal, 6 × 12 Meter groß. In den Rittersaal gelangte man durch die Lobby im Westen und er war durch drei große Fenster belichtet. Ein offener Kamin lag an der inneren Mauer und ein Balkon für Musiker liegt auf der Westseite. Die Decke des Rittersaals war ein Steingewölbe und der Saal erstreckt sich über die volle Höhe des Donjons. Nördlich der inneren Mauer waren im Erdgeschoss die Küche und ein privates Zimmer. Darüber lagen zwei zusätzliche Räume, die von unten erreichbar waren. Im Dachgeschoss befanden sich weitere vier Räume. Das Dach hatte einen Doppelgiebel, die Traufe in der Mitte wurde durch die innere Mauer gestützt.

### Innerer Burghof
Der innere Burghof bedeckt eine Fläche von 49 × 25 Metern; seine Mauern waren durch Rechtecktürme an jeder der Ecken verstärkt. Erreichbar war er durch einen U-förmigen Eingang durch einen Torturm in der Mitte der Nordmauer. Die Westmauer war darauf ausgelegt, Artilleriebeschuss zu widerstehen, und war bis zu fünf Meter dick. Sie wurde Ende des 16. Jahrhunderts zerstört, sodass heute nur noch ihre Fundamente erhalten sind. Man nimmt an, dass die Westmauer so hoch war wie der relativ niedrige Donjon und dass der Donjon so vor Beschuss vom Hügel im Westen aus sicher war.
Von den Türmen war der südwestliche der größte, er ist der einzige, der heute noch steht. Er wurde „Küchenturm“ genannt und in ihm war vermutlich die Kapelle untergebracht. Er hat drei Stockwerke, wovon das unterste eine unterirdische Kammer mit Gewölbedecke ist. Schießscharten in den oberen Stockwerken zeigen nach Osten. Jeder der vier Türme hatte Platz für Vorratslager und Räumlichkeiten für die Dienerschaft sowie zusätzliche Schlafkammern für Gäste.
Die Verteidigungsanlagen der ursprünglichen Burg beinhalteten einen Graben, 3,5 Meter tief und 9 Meter breit, am Fuß der Westmauer. Dieser Graben, über den ursprünglich eine Zugbrücke führte, wurde aufgefüllt, als die Burg geschleift wurde, und erst in den 1960er-Jahren wieder freigelegt. Am Boden des Grabens fand man eine Kaponniere, was für eine Burg in Schottland sehr unüblich ist. In die Kaponniere gelangte man durch den Südwestturm; sie bestand aus einem gedeckten Tunnel mit Schießscharten über dem Graben, sodass die Verteidiger auf jeden Angreifer feuern konnten, der versuchte, den Graben zu überqueren oder zu überbrücken. Die einzigen weiteren, bis heute erhaltenen Kaponnieren in Schottland liegen auf Blackness Castle, das ebenfalls von James Hamilton of Finnart entworfen wurde, und (aus späterer Zeit) auf Stirling Castle, entworfen von Theodore Dury.

### Äußerer Burghof
Der äußere Burghof war weniger stark zu verteidigen als der innere; der 2. Earl of Arran ließ ihn in den 1540er-Jahren hinzufügen. Der Hof hatte vermutlich Nebengebäude an seinem Rand und möglicherweise Gärten in der Mitte. Es gibt zwei Türme an den beiden westlichen Ecken; im nordwestlichen liegt ein Taubenhaus. Der Südwestturm wurde in das Haus von Andrew Hay integriert, ein zweistöckiges Gebäude, das dieser 1665 errichten ließ. Schießscharten befinden sich entlang der Westmauer; dort liegt auch das Haupttor in der Mitte.

## Walter Scott
Im Herbst 1799 besuchte Walter Scott Bothwell Castle und war dort bei Archibald Lord Douglas zu Gast. Auf einem morgendlichen Ausritt zu Craignethan Castle war er so beeindruckt vom Anblick, dass seine Gastgeber ihm die Nutzung von Andrew Hays Haus auf Lebenszeit anboten. Er lehnte dieses Angebot zwar nicht sofort ab, aber die Umstände hielten ihn später davon ab, in der Gegend seine Sommerresidenz aufzuschlagen.
Scotts Novelle Old Mortality, die 1816 veröffentlicht wurde, spielte größtenteils in und um Tillietudlem Castle. Kapitel XI beschreibt den Ort: „Alle Köpfe beugten sich nun von den Zinnen des Türmchens, das einen weiten Blick über das Flusstal bot. Der Turm von Tillietudlem stand, oder steht vielleicht noch, über dem Winkel eines weit vorspringenden Ufers, das der Zusammenfluss eines beträchtlichen Baches mit dem Clyde bildet.“ Im Juni 1829 schrieb er an seinen Freund James Skene, der Radierungen zur Illustration von Scotts Büchern fertigte: „Ich dachte nicht an Craignethan [Castle], als ich über Tillietudlem [Castle] schrieb, und ich glaube, es weicht in verschiedener Hinsicht von meinem 'Chateau en Espagne' ab. Es liegt nicht direkt am Clyde und, wenn ich mich recht entsinne, ist der Ausblick begrenzt und mit Wald verstellt. Aber dies kann kein Hinderungsgrund sein, es als das anzunehmen, was der Öffentlichkeitsgeschmack als dem Ideal des Ortes am nächsten kommend angenommen hat.“ In der überarbeiteten Magnum-Ausgabe von Old Mortality, die 1830 veröffentlicht wurde, fügte Scott folgende Fußnote hinzu: „Die Burg Tillietudlem ist imaginär; aber die Ruinen von Craignethan Castle am Nethan, etwa drei Meilen von seiner Mündung in den Clyde, haben etwas vom Charakter der Beschreibung im Text.“ Im September 1834 nahm Scotts Schwiegersohn, John Gibson Lockhart, den Maler William Turner mit nach Craignethan Castle. Turner machte eine Skizze der Burgruine von Norden, gesehen über die Nethan-Klamm, und fertigte dann verschiedene Zeichnungen in den Ruinen und darum herum an.
Wegen seiner Verbindung zu Scotts Novelle wurde Craignethan Castle gerne besucht. 1876 baute man den Bahnhof Tillietudlem am Coalburn-Zweig der Caledonian Railway. Eine Reisebeschreibung von 1880 einer Exkursion “zu den Fällen des Clyde, Tillietudlem Castle. &c,“ gibt an, dass der Bahnhof „nur eine kurze Fußwegstrecke von der Burg entfernt” liege. Eine kleine Gruppe von Häusern wurde an der Straße am Bahnhof vorbei als Fence Terrace errichtet. Daraus wurde später die Siedlung Tillietudlem.